# Алиабад (Загатальский район)
Алиаба́д (азерб. Əliabad; груз. ალიაბადი) — посёлок в Загатальском районе Азербайджана, населённый преимущественно этнографической группой грузин — ингилойцами.

## Физико-географическая характеристика

### Географическое положение
Посёлок расположен в Алазанской долине, в лесистых предгорьях южных склонов Главного Кавказского хребта, к югу от райцентра — города Загатала.

## История
До начала XX века — центр Алиабадского наибства Закатальского округа.

## Население
Ингилойский посёлок. По Азербайджанской сельскохозяйственной переписи 1921 года в Алиабаде Алиабадского сельского общества Закатальского уезда Азербайджанской ССР  имелось 750 хозяйств и насчитывалось 3020 жителей, преимущественно азербайджанцы и грузины-магометане (ингилойцы).

## Образование
В Алиабаде четыре школы: школа №1, школа №2, школа №3 и школа №4. В посёлке также действуют 3 детских сада и 4 библиотеки.